# کوشلیکی
کوشلیکی (به لهستانی:  Koszeliki) یک روستا در لهستان است که در گمینا مینزژتس پودلاسکی واقع شده‌است.